# Souleymane Koné
Souleymane Koné (Grand-Bassam, 1º maggio 1996) è un calciatore ivoriano, difensore svincolato.

## Carriera
Ha giocato nella prima divisione dei campionati armeno e slovacco, belga, polacco ed austriaco.